# Eric Forbes-Robertson
Pour les articles homonymes, voir Forbes (homonymie) et Robertson.
Eric Forbes-Robertson (1865-1935) est un artiste et acteur britannique, qui vécut une partie de sa vie en France. Son nom de scène est John Kelt.

## Biographie
Né dans une famille d'artistes, Eric Forbes-Robertson est l'un des onze enfants du critique de théâtre et historien de l'art John Forbes-Robertson originaire d'Aberdeen et de Frances Cott. Il est le frère de deux acteurs, Johnston Forbes-Robertson (en) (1853-1936) et Norman Forbes-Robertson (en) (1858-1932) et de la romancière Frances Forbes-Robertson (en) (1866-1956).
En 1885, il arrive à Paris et s'inscrit à l'Académie Julian. Il a pour condisciples Paul Sérusier, Pierre Bonnard, Édouard Vuillard et Maurice Denis avec lesquels il reste lié. Durant l'été 1890, accompagné de son ami Robert Bevan, il se rend à Pont-Aven et y demeure pendant quatre ans. Il réside en partie dans la pension Gloanec et l'hôtel de Julia Guillou. Son entourage proche est composé de Paul Gauguin, Armand Seguin, Roderic O'Conor. Émile Bernard peint son Portrait du peintre Eric Forbes-Robertson en 1892.

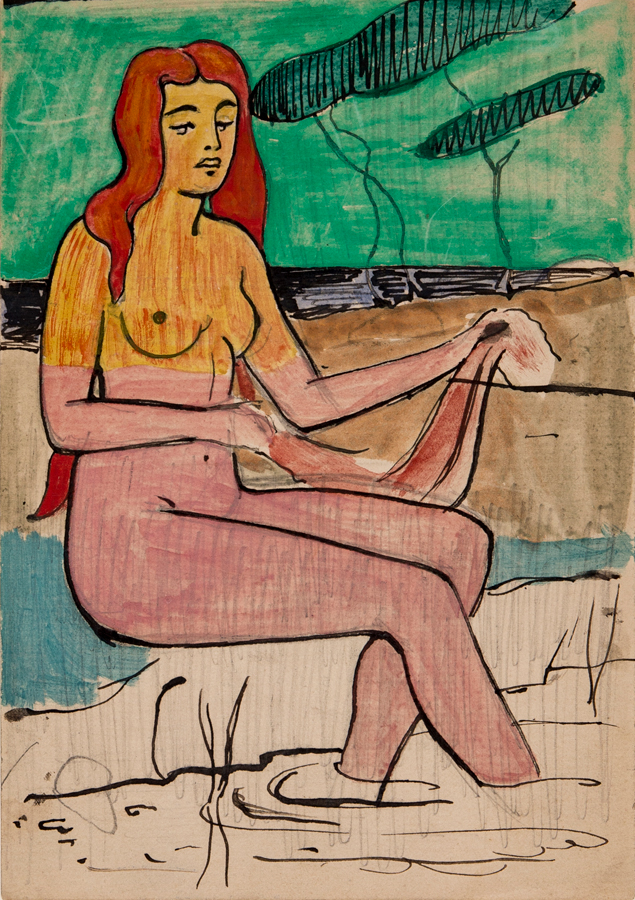
Une Sirène chantante (1893) évoquée par Jarry et admirée par Filiger (non localisée).

Durant l'été 1897, il épouse à Jersey, l'artiste d'origine polonaise Janina Flamm, avec pour témoins, Robert Bevan et Stanisława de Karłowska.
Eric et Janina s'installent ensuite à Neuilly-sur-Seine. Il devient un proche de Charles Filiger, d'Alfred Jarry et Remy de Gourmont, collaborant à L'Ymagier (1894-1896) et fréquente le groupe d'artistes proche de la galerie Le Barc de Boutteville ; il participe à la 8e et 10e exposition des peintres impressionnistes et symbolistes. Il travaille en tant qu'illustrateur pour le journal du Grand-Hôtel de la place de l'Opéra intitulé La Vie à Paris, journal du Grand Hôtel, dans un style art nouveau,. En 1899, il collabore à l'édition luxueuse de l'ouvrage d'Octave Uzanne, Visions de notre heure (chez Henri Floury).
En 1900, il rentre en Angleterre où il a une exposition particulière à la galerie Sphenix et au Esperantist Vagabond Club, à Londres en 1911. Il est membre de l’Allied Artists' Association jusqu'en 1914. Il est par ailleurs acteur, lié à ses frères ainés, exerçant sous le nom de « John Kelt » ; il réalise de nombreuses esquisses du milieu théâtral londonien edwardien. Mobilisé dès le début de la Première Guerre mondiale, membre de l'unité Artists Rifles (28th County of London Battalion), il part pour le front en France. De retour en Angleterre, il reprend le métier d'acteur entre autres pour le cinéma et continue à peindre jusqu’à sa mort en 1935, des suites d'un accident de la route. Son épouse Janina est morte en 1922. Leur fille, Ida Violetta Forbes-Robertson (1902-1991) est également artiste.

## Œuvre

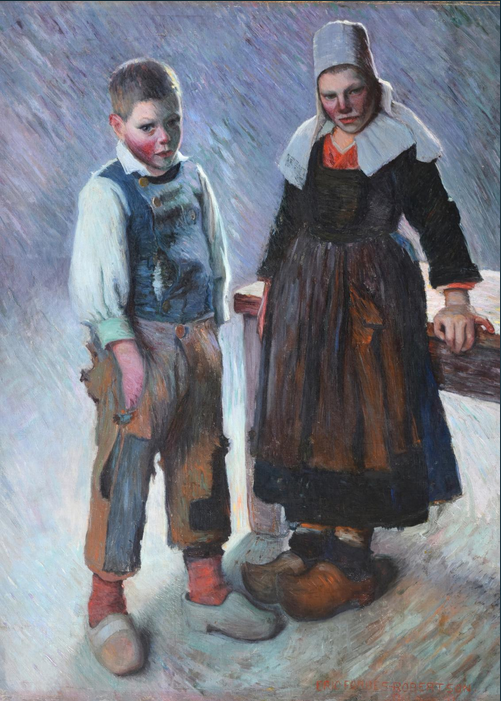
Jeunes Breton et Bretonne (1892), huile sur toile, musée de Pont-Aven.

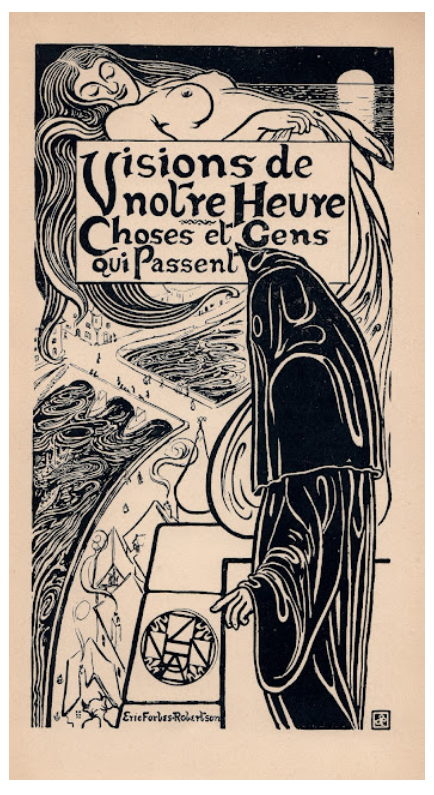
Visions de notre heure (1899), gravure sur bois.

### Conservation
- Jeunes Breton et Bretonne (1892), huile sur toile, musée de Pont-Aven.
- Breton Children, Pont Aven, France (1893), huile sur toile, Leicester Museum & Art Gallery[9].
- Great Expectations (1894), huile sur toile, West Northamptonshire Council[10].
- In the Forest, Pont-Aven (1895), huile sur toile, Tate Britain[11].

Le Victoria and Albert Museum conserve des dessins, dont un autoportrait en marin.

### Filmographie comme acteur
- 1914 : The Murdoch Trial de Laurence Trimble (le Juge, sous le nom de Forbes-Robertson)
- 1918 : The Man Who Won de Rex Wilson (R.P. Chetwood Cooper)
- 1919 : The Bridal Chair de G.B. Samuelson (maître d'hôtel)
- 1919 : The Right Element de Rex Wilson (Pender)
- 1920 : Pillars of Society de Rex Wilson (Parson Rogers)
- 1921 : The Adventures of Mr. Pickwick de Thomas Bentley (Mr. Snodgrass)
- 1922 : A Master of Craft de Thomas Bentley (Green)
- 1934 : The Tell-Tale Heart de Brian Desmond Hurst (le vieil homme)